# Carlo Bichi
Carlo Bichi (ur. 6 maja 1639 w Sienie, zm. 7 listopada 1718 w Rzymie) – włoski kardynał.

## Życiorys
Urodził się 6 maja 1639 roku w Sienie, jako syn Galgana Bichiego i Girolamy Piccolomini. W młodości wstąpił do zakonu szpitalników i został referendarzem Najwyższego Trybunału Sygnatury Apostolskiej i wicelegatem w Bolonii. Ponadto pełnił rolę inkwizytora maltańskiego, wicelegata w Romanii i audytora Kamery Apostolskiej. 13 lutego 1690 roku został kreowany kardynałem diakonem i otrzymał diakonię Santa Maria in Cosmedin. Zmarł 7 listopada 1718 roku w Rzymie.